# Sal Velluto
Salvatore Velluto (Taranto, 1956) è un fumettista italiano naturalizzato statunitense.
Vive nello Utah.

## Carriera
Appassionato di fumetti fin da giovanissimo, un suo disegno di Batman venne pubblicato nell’edizione italiana della Mondadori (Batman n.26, Albo Mondadori, 1968) quando aveva 12 anni. Ha studiato all’Accademia di Belle Arti di Bari e ha lavorato nella grafica pubblicitaria negli anni ’70 e nei primi anni ’80. A 28 anni, nel 1984, si trasferì negli Stati Uniti, dove approdò alla casa editrice Marvel, per la quale nel 1988 realizzò alcuni numeri per la serie Power Pack. In seguito ha disegnato Marc Spector: Moon Knight, un titolo in cui è rimasto per diversi anni. Dopo un periodo di pausa, è tornato alla Marvel nel 1999, illustrando 36 numeri della serie regolare Black Panther.
Nel 1992 ha anche iniziato a lavorare per la DC Comics, dove ha debuttato nella serie di Flash, dopo per due anni ha lavorato per la serie regolare Justice League Task Force; da lì è passato a Firebrand, un personaggio creato da lui stesso con Brian Augustyn. Ha anche illustrato altri titoli di JLA e JSA, oltre a qualche numero di Aquaman. Ha collaborato con la Star Comics, realizzando il numero zero di Lazarus Ledd.
Ha anche collaborato con molti altri editori come Valiant, per il quale ha realizzato X-O Manowar e Bloodshot. Ha anche disegnato Green Hornet, ha collaborato con la CrossGen e per la Egmont, per la cui divisione europea produce The Phantom dal 2007. Ha realizzato per la Sergio Bonelli Editore brevi storie autoconclusive di Zagor e Tex.